# 14+1
14+1 és un fòrum internacional format el 2011 per setze països europeus (Hongria, Bulgària, Romania, Polònia, la República Txeca, Eslovàquia, Eslovènia, Estònia, Letònia, Lituània, Croàcia, Sèrbia, Bòsnia, Montenegro, Albània i Macedònia del Nord) més la República Popular de la Xina i creat per aquest últim estat per a aconseguir la cooperació regional de caràcter comercial i econòmica castigant als països europeus que es neguen a tindre contractes amb Xina per prioritzar els drets humans respecte els beneficis comercials. És una organització principalment impulsada per Xina per compartir interessos comercials amb altres països. Suposa l'aproximació de la Xina a l'Europa central i l'Europa oriental. Xina no descarta utilitzar aquesta organització per a utilitzar als països europeus membres en grups de pressió a dins de la política de la Unió Europea.

## Història
L'antecedent al 14+1 fou el port d'El Pireu (Grècia) que rebé inversions xineses des del 2009 mitjançant l'empresa COSCO Pacific. El Pireu es convertí en el principal punt d'entrada de productes xinesos a Europa. L'altre element que despertà l'interès dels xinesos que prenen decisions fou la situació de crisi econòmica que estava ocorrent al 2012.
L'impuls de la seua creació començà des de 2011 culminant en la creació formal l'abril de 2012 amb la reunió a Varsòvia de Wen Jiabao (l'aleshores Primer Ministre del Consell d'Estat de la República Popular de la Xina) amb els seus equivalents dels setze països europeus.
La Unió Europea va rebre l'organització amb desconfiança.
Durant la dècada del 2010 ha suposat l'impuls de les inversions xineses sobre les infraestructures europees i la celebració de moltes reunions. Aquesta estratègia xinesa interessa als països europeus membres i resulta útil per a la Xina, ja que a través de l'Àsia central també està tenint inversions importants a les infraestructures possibilitant una connexió comercial eurasiàtica, anomenada Iniciativa de Cinturó i Carretera, considerada la nova Ruta de la Seda.
El 2013 creà el Fòrum dels Líders Polítics Joves de la Xina i els Països Europeus Centrals i Orientals, celebrat dos vegades a l'any, el qual consisteix en un programa d'intercanvi de mil persones d'aquestes regions eurasiàtiques. Es va celebrar fins almenys el 2015.
Entre el 2010 i el 2015 el comerç entre Xina i els 16 països augmentà un 28%.
Els resultats dels dos primers terços de la dècada del 2010 han suposat moltes inversions i poca creació de treballs. Xina en el terreny d'inversions segueix estant per sota de la mateixa Unió Europea i els Estats Units. El 2015 es considerà una decepció al no arribar a les expectatives. Ha tingut certs èxits sense fer que els fracassos acumulats són tants que a la revista The Diplomat s'afirmà el 2016 que considerar el 14+1 una amenaça per a la Unió Europea és exagerar. Els fracassos són:
- Els membres del 14+1 han tingut dificultats per a trobar interessos comuns per a articular polítiques convergents.
- La Unio Europea reaccionà a temps per tallar la influència xinesa.

Així i tot, els laboratoris d'idees creats des del 2015 suposaren un avanç del projecte. Aquests laboratoris impliquen una entrada d'informació interessant per a la Xina per a la diplomàcia i l'establiment de polítiques. Així, el 2015 es va crear la Xarxa de Laboratoris d'Idees 14+1 i el 2017 es creà l'Institut de la Xina-Europa Central Oriental.
El 2017 començà a ser vist una amenaça a la unitat de la Unió Europea perquè oferia inversions a determinats països. Eixe any Eslovàquia va ser l'únic i el primer en país europeu en crear una estratègia política específica en relació amb la Xina. Eixe any es creà 
El 2018 Alicja Bachulska, una analista de la política, va comentar que la Unió Europea hauria de preocupar-se més de la captura de les elits més que de la plataforma del 14+1.
Àustria i Grècia, que eren observadors a la plataforma, expressaren interès a unir-se-li el 2018. Mentre que Ucraïna des de fa anys també ja havia expressat que també volia. L'agost de 2018, la iniciativa perdia poder, tal com es veia amb la menor importància que li donà el govern polonès.
Una anàlisi del 2018 feta per Vangeli (2018) considera el 14+1 un projecte de poder especialment simbòlic (poder tou).
El 2019 Grècia va ser una candidata a entrar a la iniciativa 14+1, a més que la RPX estava fent inversions i establint relacions amb països europeus, fent avançar la iniciativa.